# Eugênio de Araújo Sales
Eugênio de Araújo Sales (ur. 8 listopada 1920 w Acari, zm. 9 lipca 2012 w Sumaré), brazylijski duchowny katolicki, arcybiskup São Salvador da Bahia i prymas Brazylii, arcybiskup São Sebastião do Rio de Janeiro, kardynał.

## Życiorys
Studiował w seminarium w Natal, święcenia kapłańskie przyjął 21 listopada 1943. Przez jedenaście lat prowadził pracę duszpasterską w diecezji Natal.
1 czerwca 1954 został mianowany biskupem pomocniczym Natal, ze stolicą tytularną Thibica; sakrę przyjął 15 sierpnia 1954 w Natal z rąk José de Medeirosa Delgado, arcybiskupa São Luís do Maranhão. W wieku niespełna 34 lat był wówczas jednym z najmłodszych biskupów na świecie. Od stycznia 1962 pełnił funkcję administratora apostolskiego sede plena diecezji Natal; brał udział w obradach II soboru watykańskiego. Od lipca 1964 był administratorem apostolskim archidiecezji São Salvador da Bahia, a po śmierci sędziwego kardynała Augusto da Silvy (1968) został pełnoprawnym arcybiskupem tej stolicy.
28 kwietnia 1969 papież Paweł VI wyniósł go do godności kardynalskiej, nadając tytuł prezbitera S. Gregorio VII. W marcu 1971 kardynał Sales został przeniesiony na stolicę arcybiskupią São Sebastiao do Rio de Janeiro, a od czerwca 1972 był jednocześnie ordynariuszem dla wiernych rytów wschodnich zamieszkałych w Brazylii (bez własnego ordynariusza). Brał udział w sesjach Światowego Synodu Biskupów w Watykanie, był jednym z prezydentów-delegatów sesji specjalnej dla Kościoła w Ameryce (listopad-grudzień 1997); ponadto uczestniczył w konferencjach generalnych Episkopatów Latynoamerykańskich (1979, 1992), sesjach plenarnych Kolegium Kardynalskiego w Watykanie (1979, 1982, 1985) oraz obu konklawe w 1978. W 1981 został członkiem Rady Kardynalskiej ds. badania Organizacyjnych i Ekonomicznych Problemów Stolicy Świętej.
W listopadzie 2000 ukończył 80 lat i utracił prawo udziału w kolejnych konklawe. W lipcu 2001 przeszedł w stan spoczynku z funkcji arcybiskupa São Sebastiao do Rio de Janeiro (pozostał do września 2001 administratorem apostolskim), a w październiku 2001 z funkcji ordynariusza dla wiernych rytów wschodnich. Kilkakrotnie reprezentował Jana Pawła II na uroczystościach religijnych i rocznicowych w charakterze legata lub specjalnego wysłannika, m.in. na Narodowych Kongresach Eucharystycznych w Brasilii (1970) i Natal (1991).
16 lutego 2009 został nowym protoprezbiterem Kolegium Kardynałów.